# 무스타파 압둘 잘릴
무스타파 압둘 잘릴 (, Muṣṭafā Muhammad Abd Al-Jalīl, Mostafa Mohamed Abdeljalil, 1952년- )은 리비아의 정치인이다. 무아마르 카다피 정권의 법무 장관 (비공식적으로 리비아 전인민위원회의 장관) 을 지냈다. 2011년 리비아 봉기에 대한 카다피 정부의 대응에 항의하며 사임했으며, 현재 반 카다피 세력의 거점 도시인 벵가지에서 리비아 과도국가위원회의 의장을 맡고 있다. 카다피 정권이 붕괴가 되었고, 그가 이끌고 있는 리비아 과도국가위원회가 리비아 과도 정부로 전환을 하였다. 그리고 뉴스 매체를 통해서 압둘 잘릴이 리비아에서 행해지고 있는 다양한 인권 침해에 반대하는 태도가 보도되어 왔다.

## 생애
1975년에 리비아 대학 아랍어 및 이슬람 학문 전공으로 졸업하였고, 베이다 검찰청에 근무하였다. 1978년에는 판사로 임명되었다.
2007년에 법무 장관으로 임명되기 전의 압둘 잘릴은 일관되게 카다피 정권에 상반되는 판결을 내리는 것으로 알려진 판사였다. 반정부 시위가 발생 후인 2011년 2월 21일에 법무 장관을 사임하였다.
2010년 8월, 휴먼 라이트 워치 대표는 압둘 잘릴이 전해지는 말에 의하면 " 자의적인 체포, 그리고 재판 없는 구류 연장에 반대하는 입장을 보였다."라는 사실을 칭찬하였고, 다음과 같이 말하였다.
"법무부 장관은 이 죄인들에게 대해 매우 좋은 대우를 해주었다. 법정에서 무죄 판결이 나왔는데도 불구하고 죄인을 계속 구속하는 공안 기관을 공공연하게 비판했다. 진짜 문제는 국내 사법 기관과 행정부가 사법부의 명령을 무시하고 있는 것이다." 라고 하였다.
2010년 11월에 발행된 신문에서는 국제사면위원회가 다음과 같이 말하였다.
"적어도 200 여명이 형기를 마치고도 혹은 법원에서 무죄를 선고 받았지만, 석방이 안되었고, 계속 구속 상태로 있다. 무스타파 압둘 법무 장관은 이 재소자들의 석방을 공식으로 요구했지만, 그들을 관리하는 국내 공안 기관은 요청에 따르는 것을 거절하였다. 압둘 잘릴 법무 장관은, 국내 공안 기관은 감찰이 면죄 되었고, 부정 조사를 실시하는 것이 어렵다.행정부만이 면제를 취소할 수 있지만, 관행적으로 거부했다고 말했다."
휴먼 라이트 워치는 같은 견해를, 2010년 국제연합 인권 이사회로 심사에 제기하였다.

## 2011년 리비아 혁명
반정부 운동의 한창 일어난 2011년 2월 21일, 신문 크리나(현재는 Yosberides으로 개명)가 반정부 운동에 대하여, 과도한 진압을 하였다 라고 하여 이유로 법무부 장관을 사임했다고 알렸다.
2월 22일, 스웨덴의 신문 「Expressen」의 인터뷰에서, 1988년 팬암기 103편 폭파 사건은 카다피가 직접 지시하였다고 말하였다. 2월 24일에는 알자지라의 인터뷰에서, 리비아의 에이즈 감염 사건의 책임은 카다피 정권에 있다고 발언하였다.
그 후 뱅가지로 향하였고, 2월 24일 에는 야당 정치인, 전직 육군 장교, 그리고 동부의 지역 부족장들을 규합하였다. 2월 26일, 뱅가지를 거점으로 하는 반카다피 세력인 리비아과도국가위원회를 탄생을 선언하였다.
압둘 잘릴은 리비아 국내에 유명세도 있고, 3월 5일에 주변의 지역 반카다피 세력도 혁명의 리더로서 인정되게 되었다.
8월 22일, 리비아 과도 국가 위원회는 수도 트리폴리를 장악하였다. 8월 24일에는 카다피의 세력이 있는 트리폴리 중심지도 함락시켜, 이 결과로 카다피 정권은 붕괴되었다. 압둘 잘릴은 과도 국가 위원회의 본부를 트리폴리로 옮겼고, 차기 정권으로 이행하게 하도록 활동하고 있다.